# رودي هاتفيلد
رودي هاتفيلد (بالإنجليزية: Rudy Hatfield) مواليد 17 سبتمبر 1977 في كالامازو، هو لاعب كرة سلة فلبيني/أمريكي سابق. بدأ مسيرته الاحترافية في سنة 1999. لعب في الرابطة الفلبينية لكرة السلة. حمل الرقم 99. اعتزل اللعب في 2013.